# Surubim tacat

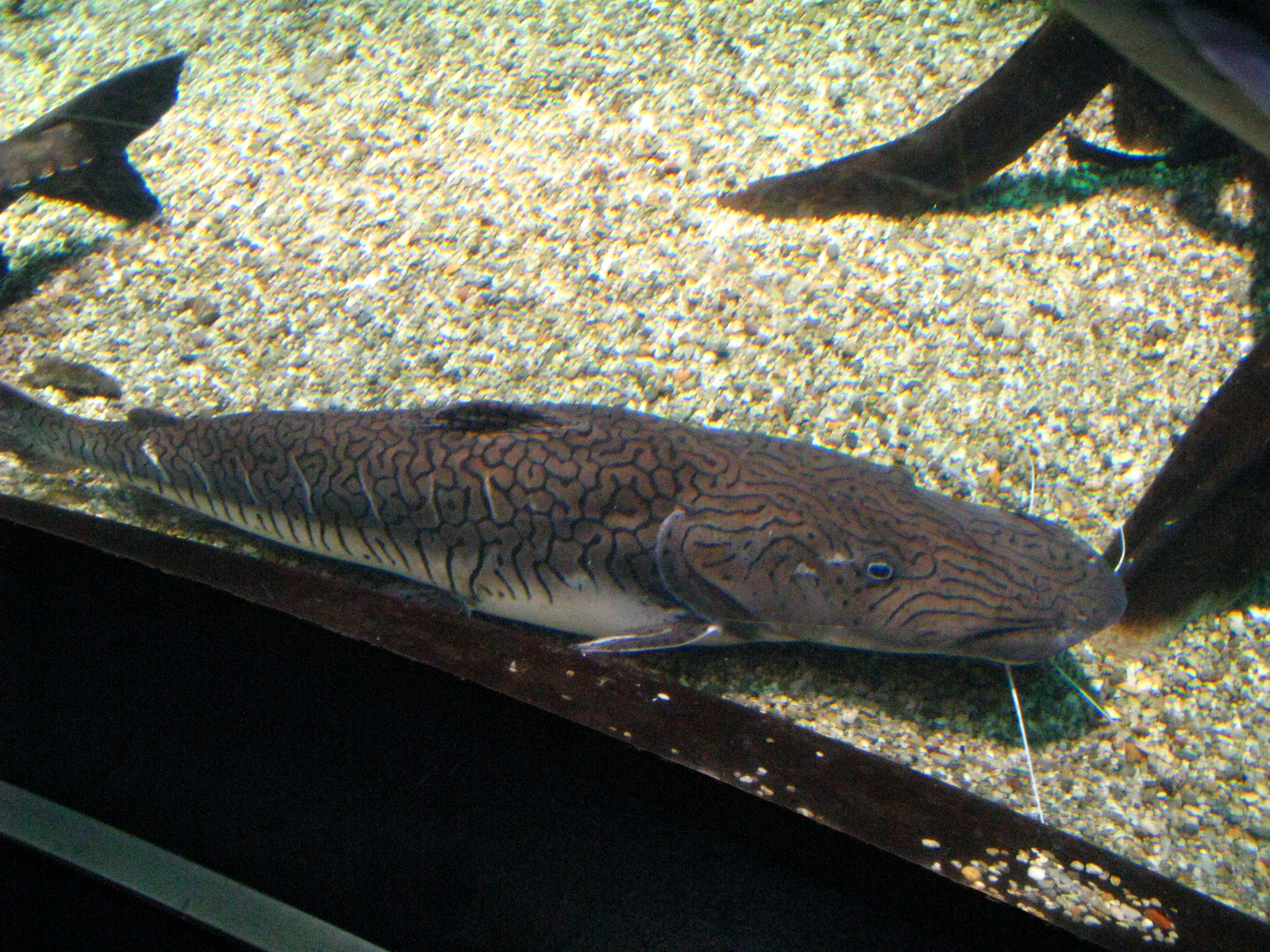
Exemplar de surubim a l'aquari d'Osaka

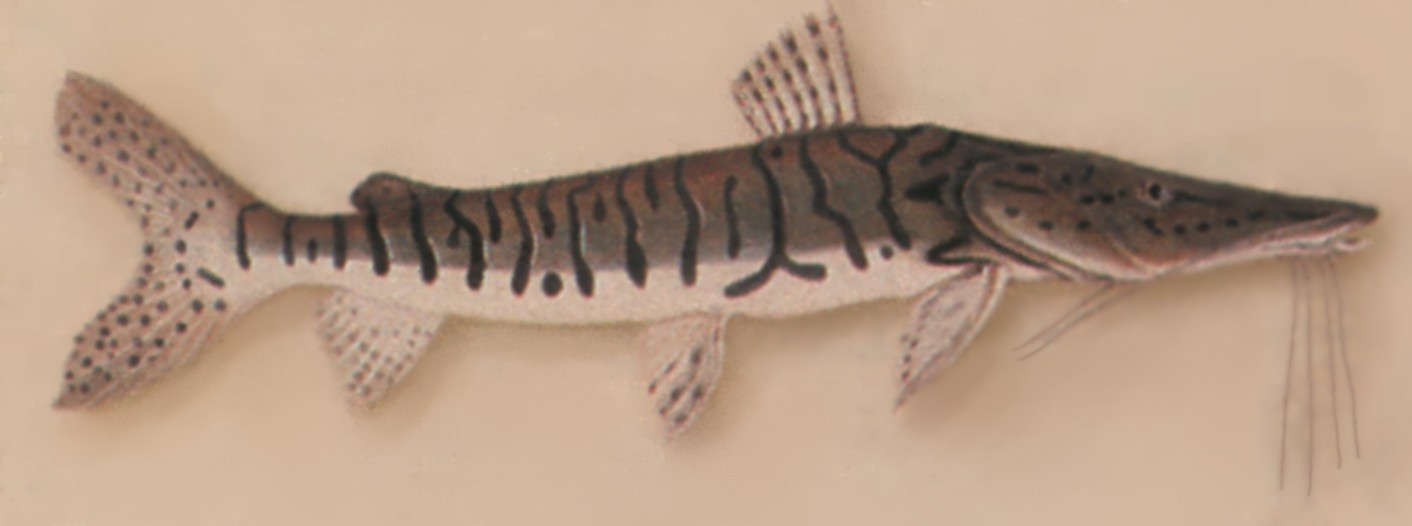
Dibuix de Johann Natterer, a principis del.

El surubim tacat (Pseudoplatystoma fasciatum) és una espècie de peix de la família dels pimelòdids i de l'ordre dels siluriformes.

## Morfologia
- Els mascles poden assolir 104 cm de longitud total[1] i 70 kg de pes.[2][3]

## Reproducció
Les femelles són sexualment madures quan assoleixen 56 cm de llargària (els mascles als 45) i són capaces de produir 8 milions d'ous per kg de pes.

## Alimentació
Menja, a la nit, peixos (loricàrids i cíclids, entre d'altres) i crancs.

## Hàbitat
És un peix d'aigua dolça i de clima tropical (24 °C-28 °C).

## Distribució geogràfica
Es troba a Sud-amèrica: conques dels rius Amazones, Corantijn, Essequibo, Orinoco i Paranà.

## Ús gastronòmic
És consumit a nivell local perquè la seua carn groguenca és suculenta i, a semblança d'altres silúrids, no té espines.